# Петерзили, Карлайл
Карлайл Петерзили (англ. Carlyle Petersilea; 14 января 1844, Бостон — 11 июня 1903, Тропико, ныне в составе Глендейла, Калифорния) — американский пианист, музыкальный педагог и писатель.
Сын и ученик Франца Петерзили. Неполных двенадцати лет впервые выступил с концертом, в 14-летнем возрасте, как сообщается, игра Петерзили заслужила одобрительный отзыв Сигизмунда Тальберга. В 1862 году отправился для продолжения образования в Лейпцигскую консерваторию, где учился, в частности, у Игнаца Мошелеса и Карла Райнеке. По окончании консерватории некоторое время выступал в Германии, однако по состоянию здоровья через некоторое время вынужден был вернуться в Бостон.
Концертировал в Бостоне и окрестностях как солист и ансамблист — в частности, в 1867 году дал серию из четырёх концертов, посвящённых музыке Роберта Шумана, что следует считать одной из ранних вех в американской рецепции шумановского творчества. Внимание современников привлекло также исполнение пианистом всех фортепианных сонат Людвига ван Бетховена по памяти. В 1868—1869 гг. преподавал в новосозданной Консерватории Новой Англии, затем в 1871—1887 гг. руководил собственной Музыкальной академии Петерзили (англ. Petersilea Academy of Music), основанной на педагогических методах его отца, после чего в 1887—1891 гг. вновь преподавал в Консерватории Новой Англии; среди его учеников Джордж Уайтфилд Чедуик. Летом 1884 года стажировался в Веймаре под руководством Ференца Листа, в том же году выступил с успешным концертом в Берлине. После 1892 года жил в Калифорнии и занимался литературной работой.
Дебютировал как писатель в 1889 году, опубликовав под псевдонимом Эрнст фон Химмель (нем. Ernst von Himmel, может переводиться как «серьёзность с небес») фантастическую утопию «Обретённая страна» (англ. The Discovered Country), за которой год спустя последовало продолжение «Океаниды» (англ. Oceanides); в 1892 году обе книги были переизданы под настоящим именем автора. Дилогия рисует картины загробной жизни, кроме того, описывается продвинутая цивилизация жителей Юпитера, отказавшаяся от развития технологий. Далее Петерзили опубликовал ещё два романа из загробной жизни, «Мэри Энн Кэрью: жена, мать, дух, ангел» (англ. Mary Carew: Wife, Mother, Spirit, Angel) и «Филипп Карлайл» (оба 1893). Посмертно в 1905 году вышла последняя книга Петерзили, «Письма из мира духов» (англ. Letters from the Spirit World), представляющая собой сборник писем, написанных автору умершими (прежде всего, его отцом); в предисловии Карлайла Петерзили характеризуют как выдающегося медиума.